# Романтична комедія
Романтична комедія — жанр комедії, найчастіше про кохання. Назва часто скорочується до «ромком».
Романтичні комедії мають, в основному, щасливий кінець. Поєднують комедію і романтичний фільм, дії повні гумору, дотепних діалогів та мають характерну пару героїв.